# Engelingenmolen
De Engelingenmolen is een watermolen op de Herk ten noorden van Helshoven, een gehucht van Hoepertingen, in de Belgische gemeente Tongeren-Borgloon. De molen bevindt zich aan de Helshovenstraat.
Van de eerste molen die werd gebouwd in 1775 werd er reeds melding gemaakt op de Ferrariskaarten. In 1811 wordt de molen deels herbouwd. Hoewel het huidige molenhuis dateert uit 1856 is de opbouw van molencomplex identiek aan de opbouw in 1775. Het betreft een molenhuis met daarlangs het molenaarshuis terwijl de stallingen zijn ondergebracht in een aparte vleugel tegenover de molen. Het molenhuis en molenaarshuis bestaan tegenwoordig uit twee bouwlagen en tellen respectievelijk twee en drie traveeën. De rechthoekige vensters zijn voorzien van een kalkstenen latei. Het geheel wordt bedekt door een zadeldak. Aan de westelijke zijde wordt de recentere bijbouw bedekt door een lessenaarsdak.
Door een gebrek aan voldoende watertoevoer kreeg de molenaar in 1859 de toestemming om een windmolen op te richten. Deze molen zal echter niet lang in gebruik zijn en wordt in 1901 afgebroken.
De Engelingenmolen fungeerde als korenmolen tot 1955 waarna het molenmechanisme werd verwijderd. De molen is niet beschermd maar staat wel op de inventaris van bouwkundig erfgoed.
- Inventaris van het Bouwkundig Erfgoed (Vlaanderen): 31949